# مكتبة جامعة سرقسطة
مكتبة جامعة سرقسطة [[إنج|University of Zaragoza Library]] هو نظام المكتبة في جامعة سرقسطة. فهي مسؤولة عن إدارة موارد المعلومات وما يرتبط بها من أنشطة التعلم، والتعليم، والبحوث، والتعليم المستمر. الغرض الأساسي منها هو العمل نحو النمو والتطور والحفاظ عليها ونشرها، وإمكانية الوصول إلى موارد المعلومات كمشاركة في خلق المعرفة العملية.
تحدد هيكلها ووظائفها وقيمها وأهدافها في دليل السياسات والخدمات، وكذلك في خطتها الإستراتيجية، وآخرها كان في 2017-2020.
تتكون مكتبة جامعة سرقسطة من 19 مكتبة مركزية وحرم جامعي بالإضافة إلى المقر الإداري، ومكتبات إضافية أخرى متضمنة في اتفاقيات مع مؤسسات منفصلة.

## التاريخ
في حين كان الافتتاح الرسمي لمكتبة جامعة سرقسطة بشكل رسمي للجمهور في 17 نوفمبر 1796، كانت الجهود التي بذلت وراء إنشائها نتاج التنوير والسياسة التعليمية للملك كارلوس الثالث، والذي أصدر أمرا ملكيا في 14 مارس 1759م بإنشاء مكتبات في جميع الجامعات في المملكة.
لسوء الحظ، قضي على كل التطوير الأولي نتيجة حرب الاستقلال الإسبانية ففي 4 أغسطس 1809م، أثناء الحصار الثاني للمدينة من قبل القوات الفرنسية، دمر المبنى. ثم أعيد إعمارها مجددا بعد الحرب، لكن شرط التمويل الكبير جعل هذه العملية طويلة، كانت المكتبة بلا مقر دائم طوال القرن التاسع عشر ومعظم القرن العشرين.
أعيد فتح المكتبة رسمياً في عام 1849. وعند اقتراب نهاية القرن التاسع عشر، قسمت المكتبة إلى ثلاثة أقسام: المكتبة الرئيسية/ الجامعة، مكتبة الطب والعلوم، والأرشيف التاريخي. تم قسمت المجموعات في بدايات القرن العشرين.
خلال الحرب الأهلية الإسبانية، استعيض عن العديد من وظائف المكتبات التقليدية بإنشاء الجبهة القومية المؤيدة للقمع الثقافي، وشملت أنشطة الاستبدال تزويد القوات بالكتب وغيرها من المواد، وتنظيم لجنة تنقية المكتبات في منطقة جامعة سرقسطة لإزالة الأعمال المحظورة من قبل الدولة الفاشية. خلال نظام فرانكو، تطلب إنشاء منطقة (المدينة الجامعية) الانتقال التدريجي للعديد من الأقسام. نقل كليات الآداب والفلسفة والعلوم والقانون والطب ومكتبات كل منها إلى الحرم الجامعي الجديد. نقل معظم المحفوظات والمواد التاريخية إلى مبنى الخطاب والفلسفة، لكن جزءًا من المجموعة كان لا يزال داخل كنيسة سربونا في القرن السادس عشر عندما انهارت في 6 مايو 1973؛ ويعزى الانهيار إلى التدهور الهيكلي والإهمال المؤسسي.
بعد الموافقة على قانون الإصلاح الجامعي في عام 1984، بدأت المكتبة في إعادة تأسيس نفسها، وذلك بعد الموافقة على اللوائح الديمقراطية الجديدة. ويمثل ذلك بداية فترة التغيير التي تضمنت زيادة كبيرة في عدد الموظفين وبناء مباني مكتبات جديدة لكلية الاقتصاد والأعمال (1996) وكلية الآداب والفلسفة / الفنون والآداب (2003). بدأت مكتبة جامعة سرقسطة إعادة تنظيم تدريجي لمجموعاتها التي ابتعدت عن طبيعتها التقليدية المجزأة، مع الحفاظ على اللامركزية في الكليات الفردية. كما تمت عملية أتمتة الكتالوج وتطوير المكتبة الرقمية وذلك من عام 1995م إلى بداية القرن الحادي والعشرين.
في عام 1984، وهو عام الذكرى السنوية الـ 400 للجامعة، نقلت المكتبة الرئيسية إلى المبنى الذي رمم وعدل حديثًا والذي صممه ريكاردو ماجدالينا (مهندس معماري ومصمم من سرقسطة) بني لإيواء كليات الطب والعلوم. في عام 2011 عادت المكتبة الرئيسية والخدمات المرتبطة بها ومركز الوثائق الأوروبي إلى القاعة الرئيسية. تعمل غرفة القراءة القديمة الآن كمساحة معرض لمجموعة مكتبة جامعة سرقسطة. وجاءت هذه الخطوة بعد استعادة كاملة للمساحة التي بدأت في عام 2006.

## الخدمات
توفر المكتبة العديد من الخدمات المختلفة، بما في ذلك استخدام مجموعات أماكن التعليم الأكاديمي، الدراسة، والبحث، التوعية، إشارة خدمات التعليم.

### وصول المجموعات
- تصفح في استخدام المكتبة
- الاقتراض: بالإضافة إلى الاقتراض المواد في الشخص، يمكن للمستخدمين الوصول إلى تجديد، يحمل, تاريخ الاقتراض، إلخ. من خلال حساباتهم عبر الإنترنت.
- الوصول إلى الموارد الإلكترونية والخدمات عبر الإنترنت

### المساحات وأدوات التعليم الأكاديمي والدراسة والبحث
- الوصول إلى الأماكن والمعدات بما في ذلك الفصول الدراسية, واي فاي, غرف الدراسة، نسخ والخدمات العامة في الوصول إلى أجهزة الكمبيوتر

### الاتصالات
تستخدم مكتبة جامعة سرقسطة الطرق التالية لمشاركة المعلومات ذات الصلة مع المستخدمين حول المكتبة نفسها، والخدمات المقدمة، والموارد، والأنشطة. تعمل هذه الطرق أيضًا على توجيه آراء المستخدمين واقتراحاتهم.
- الأخبار: المكتبة يستخدم صفحة لتبادل أحدث التحديثات حول جداول المحاضرات والندوات وما إلى ذلك، فضلا عن توفير المعلومات المهنية لأمناء المكتبات. المكتبة بلوق، يتم استخدامه من أجل التواصل والتفاعل مع مجتمع الجامعة والمهتمين في كل ما هو جديد وملحوظ في عالم المكتبات.
- المعارض: المكتبة سهم التاريخية المجموعات من خلال المعارض التاريخي غرفة القراءة في المكتبة الرئيسية وغيرها من المكتبات الفرعية.
- ويب 2.0: جامعة سرقسطة مكتبة خلقت وجود وسائل الاعلام الاجتماعية من أجل التواصل بشكل أفضل مع قاعدة مستخدميها فيس بوك، حساب تويتر، بينتيريست، حسابات على سلايد شير، فليكر وإنستقرام، وقناة يوتيوب.

### مجموعة إدارة
- احتياطيات الكورسات لمختلف الدرجات العلمية
- الدليل البحثي لمجموعة المكتبة وخدمات الدعم البحثي.

### الوصول
- الإعارة بين المكتبات وطلبات التصوير.

### الخدمات المرجعية
- تتوفر كل من الخدمات المرجعية العامة والمتخصصة بشكل شخصي وعن طريق الهاتف وإلكترونياً.

### تعليمات الببليوغرافية
- تعليمات عامة، تعليمات متخصصة عند الطلب
- محو الأمية المعلوماتية

## الوصول المفتوح في جامعة سرقسطة
منذ عام 2008 كانت مكتبة جامعة سرقسطة من المؤيدين النشطين لسياسات الوصول المفتوح من خلال مستودع زاقوان الرقمي. يوفر زاقوان الوصول إلى مجموعة واسعة من الوثائق الرقمية من أرشيف المكتبة بما في ذلك المقالات العلمية والكتب والأطروحات والتقارير والمطبوعات الشخصية والأرشيفات الشخصية الموروثة أو المتبرع بها للمكتبة، مثل وثائق الشاعر ميغيل لابورديتا.

## الجوائز والأوسمة
في عام 2011 حصلت المكتبة على جائزة التميز(المؤسسة الأوروبية لإدارة الجودة) لنظام إدارتها على أساس معايير نموذج التميز. جدد هذا التصنيف في عام 2013, 2015 و 2018
بالإضافة إلى ذلك، حصل معهد تطوير أراقون على تصنيف كلوب امبريسا 400 وذلك في عام 2012م، وجائزة التميز في الأعمال وذلك في عام 2013م.

## وصلات خارجية
- Universidad de Zaragoza
- Biblioteca de la Universidad de Zaragoza (BUZ)
- المختارة Catálogo Roble نسخة محفوظة 2 يوليو 2015 على موقع واي باك مشين.
- Metabuscador Alcorze
- Zaguán: Repositorio de la Universidad de Zaragoza
- La BUZ en las Redes Sociales